# Contea di Hongyuan
La contea di Hongyuan (红原县S, Hóngyuán XiànP) è una contea della Cina, situata nella provincia di Sichuan e amministrata dalla prefettura autonoma tibetana e Qiang di Aba.